# Palaiargia eclecta
Palaiargia eclecta är en trollsländeart som beskrevs av Maurits Anne Lieftinck 1949. Palaiargia eclecta ingår i släktet Palaiargia och familjen dammflicksländor. IUCN kategoriserar arten globalt som otillräckligt studerad. Inga underarter finns listade i Catalogue of Life.